# 小泉萌香のもえの〜と 〜moe's note〜
『小泉萌香のもえの～と ～moe's note～』（こいずみもえかのもえのーと モエズノート）は2021年1月26日からニコニコ生放送で配信されているバラエティ番組。

## 概要
声優の小泉萌香が“音楽”と“日常”をテーマに、ここでしか見られない、新たな一面を奏でる音楽バラエティ番組。
番組通称は「もえの～と」で、チャンネル会員のニックネームは「ぴ楽団員」。また、小泉は「楽団長」と呼ばれている。
番組ハッシュタグは「#もえの～と」（波線は全角チルダ）。
誰でも無料で視聴できる約30分の前半と、チャンネル会員のみが視聴できる約30分の後半を合計した約60分で構成される。
また、放送終了後に収録したアフタートーク動画が後日、チャンネル会員限定ページで公開されている。

## 出演者
- 小泉萌香

## コーナー
マンスリーナンバー
様々な楽曲を、様々な楽器で生演奏するコーナー。
メイントーン
様々な企画を行うメインコーナー。
カラオケ
番組の最後にカラオケを1曲披露するコーナー。
基本的には毎月、番組前半に視聴者からのメール・イラスト紹介とマンスリーナンバー、後半にメイントーンとカラオケを行っている。

## 放送リスト
| 放送年 | 回数 | 放送日   | ゲスト           | 放送内容                                                 | 放送内容                                                  | 放送内容                           |
| 放送年 | 回数 | 放送日   | ゲスト           | マンスリーナンバー                                       | メイントーン                                              | カラオケ                           |
| ------ | ---- | -------- | ---------------- | -------------------------------------------------------- | --------------------------------------------------------- | ---------------------------------- |
| 2021年 | 1    | 1月26日  |                  | ピアニカで「さんぽ」                                     | イントロクイズ                                            | 「Pretender」                      |
| 2021年 | 2    | 2月20日  |                  | 鉄琴で「もののけ姫」                                     | 鍵盤型チョコレート作り                                    | 「カブトムシ」                     |
| 2021年 | 3    | 3月30日  |                  | オタマトーンで「いつも何度でも」                         | オリジナル缶バッジ作り                                    | 「OK!」                            |
| 2021年 | 4    | 4月19日  |                  | キーボードで「海の見える街」                             | ホラーゲーム「Five Nights at Freddy's」をプレイ           | 「sabotage」                       |
| 2021年 | 5    | 5月16日  |                  | カリンバで「海の見える街（尼崎ver.）」                   | 手作りハーバリウムを作成                                  | 「全力少年」                       |
| 2021年 | 6    | 6月23日  | 小山百代         | ピアニカで「さんぽ」（小山はカスタネット）               | 「ゴブレットゴブラーズ」で勝負                            | 「高嶺の花子さん」                 |
| 2021年 | 7    | 7月14日  |                  | アカペラで「風になる」（多重録音でコーラス）             | カリンバを手作り                                          | 「ひまわりの約束」                 |
| 2021年 | 8    | 8月16日  |                  | カホンで「やさしさに包まれたなら」                       | ききかき氷、共感覚クイズ!かき氷ASMR                       | 「打上花火」                       |
| 2021年 | 9    | 9月26日  | 相羽あいな       | なし                                                     | ニャーニャーゲーム                                        | 「Love so sweet」                  |
| 2021年 | 10   | 10月18日 | 前田佳織里       | ハンドベルで「ミッキーマウスマーチ」                     | 「ドリームオン!」で遊ぶ                                   | 「RPG」                            |
| 2021年 | 11   | 11月22日 |                  | オカリナで「ゴジラのテーマ」                             | アイロンビーズでプレゼント作り                            | 「雫」                             |
| 2021年 | 12   | 12月22日 |                  | なし                                                     | 全プレを賭けて人生ゲームでガチンコ対決                    | 「ドライフラワー」                 |
| 2022年 | 13   | 1月27日  | 生田輝           | なし                                                     | 巨大版「キャプテン・リノ」で対決                          | 「青春アミーゴ」                   |
| 2022年 | 14   | 2月11日  |                  | なし                                                     | 串チョコフォンデュランキング                              | 「エイリアンエイリアン」           |
| 2022年 | 15   | 3月11日  |                  | ハープで「旅立ちの日に」                                 | 「しょぼんのアクション」に挑戦                            | 「瑠璃色の地球」                   |
| 2022年 | 16   | 4月25日  | 富田美憂         | アコーディオンで「カントリーロード」（富田はリズム隊）   | お絵かきアナログゲーム「デュプリク」に挑戦                | 「恋音と雨空」                     |
| 2022年 | 17   | 5月16日  |                  | スリットドラムで「ハム太郎とっとこうた」                 | 声で操作する2Dパズルアクション「One Hand Clapping」に挑戦 | 「シュガーソングとビターステップ」 |
| 2022年 | 18   | 6月27日  |                  | スリットドラムで「Summer」                               | 超蛙テスト                                                | 「乙女のルートはひとつじゃない!」  |
| 2022年 | 19   | 7月26日  | 春咲暖           | カズーで「A Whole New World」                            | のんちゃんのホラーゲーム                                  | 「前前前世」                       |
| 2022年 | 20   | 8月31日  |                  | トランペットで「かえるのうた」                           | コメントスイカ割り、新定番!流し〇〇を発掘                 | 「夏の終わりに想うこと」           |
| 2022年 | 21   | 9月20日  | 内田秀           | 電子ピアノで「小さな世界 -It's A Small World-」          | ニャーニャーゲーム                                        | 「とびら開けて」                   |
| 2022年 | 22   | 10月19日 |                  | トランペットで「聖者の行進」                             | 秋の俳句に挑戦                                            | 「バレリーコ」                     |
| 2022年 | 23   | 11月11日 | 礒部花凜         | スライドホイッスルで「交響曲第九番 歓びの歌」            | アカペラに挑戦                                            | 「君にふれて」                     |
| 2022年 | 24   | 12月23日 | 河内美里         | ベルハーモニーで「クリスマス・イブ」                     | ぽんこつペイント対決                                      | 「hectopascal」                    |
| 2023年 | 25   | 1月25日  |                  | 電子ピアノで「風のとおり道」                             | ニコ生ゲーム「お題でお絵描き」                            | 「愛唄」                           |
| 2023年 | 26   | 2月13日  |                  | ミニキーボードで「バレンタイン・キッス」                 | 第1回もえの～とビンゴ大会                                 | 「平成ペイン」                     |
| 2023年 | 27   | 3月23日  |                  | ペットボトル太鼓で「幸せなら手をたたこう」               | 定期演奏会2 グッズ紹介                                    | 「手紙 〜拝啓 十五の君へ〜」       |
| 2023年 | 28   | 4月24日  |                  | イベントで録音した「ルージュの伝言」を再生               | イベントお疲れ様会                                        | なし                               |
| 2023年 | 29   | 5月14日  |                  | ソプラノリコーダーで「さんぽ」                           | 第一回! ぴ楽団聴覚試験                                    | 「アイドル」                       |
| 2023年 | 30   | 6月29日  | 長谷川玲奈       | なし                                                     | 超鳥テスト                                                | 「ブルーバード」                   |
| 2023年 | 31   | 7月20日  | 松田彩希         | ミュージックポンプで「夏祭り」                           | 楽曲を体で表現!ソングソングジェスチャーゲーム             | なし                               |
| 2023年 | 32   | 8月8日   | 春咲暖           | ミュージックポンプで「にんげんっていいな」               | のんちゃんのホラーゲームVol.2                             | なし                               |
| 2023年 | 33   | 9月21日  | 雛形羽衣         | なし                                                     | バイノーラルクッキング                                    | 「ようこそジャパリパークへ」       |
| 2023年 | 34   | 10月25日 | 石飛恵里花       | 鉄琴で「かえるのうた」（石飛はヴィブラスラップ）         | 協力バランスゲーム「スライドクエスト」に挑戦              | 「恋☆カナ」                        |
| 2023年 | 35   | 11月9日  |                  | なし                                                     | もえの～と鍋総選挙                                        | 「オトナブルー」                   |
| 2023年 | 36   | 12月27日 |                  | なし                                                     | 「スイカゲーム」に挑戦                                    | 「愛のかたまり」                   |
| 2024年 | 37   | 1月19日  | 生田輝、富田麻帆 | なし                                                     | 「キャプテン・リノ」で天井を目指せ                        | 「DANZEN! ふたりはプリキュア」     |
| 2024年 | 38   | 2月15日  |                  | なし                                                     | BINGOチャレンジ                                           | 「世界は恋に落ちている」           |
| 2024年 | 39   | 3月13日  |                  | ミニキーボードで「小さな世界」                           | 「ジオゲッサー」に挑戦                                    | 「僕のこと」                       |
| 2024年 | 40   | 4月16日  | 菅叶和           | ピアニカで「CHE.R.RY」（菅はいろんな楽器）               | 「正気の沙汰じゃない犯行予告」をプレイ                    | 「栞」                             |
| 2024年 | 41   | 5月21日  |                  | カホンで「マリーゴールド」                               | お絵かきJ-POP                                             | 「鬼ノ宴」                         |
| 2024年 | 42   | 6月24日  |                  | ミニキーボード＆歌で「森のくまさん」                     | ノスタルジック ランキング                                 | 「夕立のりぼん」                   |
| 2024年 | 43   | 7月30日  |                  | ウクレレで「かえるのうた」                               | 「僕、アルバイトォォ」をプレイ                            | 「雲は白リンゴは赤」               |
| 2024年 | 44   | 8月17日  |                  | なし                                                     | ミニ四駆づくりに挑戦                                      | 「徒然モノクローム」               |
| 2024年 | 45   | 9月24日  | 春咲暖           | ミニキーボードで「幸せなら手をたたこう」（春咲はチキン） | のんちゃんのホラーゲームVol.3                             | 「ムーンライト伝説」               |
| 2024年 | 46   | 10月15日 | 富田美憂         | ピアニカで「どんぐりころころ」（富田はカホン）           | 「声マネキング」をプレイ                                  | 「チャンカパーナ」                 |
| 2024年 | 47   | 11月29日 |                  | シロフォン＆替え歌で「あまのおんがくか」                 | 秋の味覚王決定戦                                          | 「晩餐歌」                         |
| 2024年 | 48   | 12月19日 |                  | ベルハーモニーで「もろびとこぞりて」                     | ホットスプリングミュージックコーディネーター              | 「元彼女のみなさまへ」             |
| 2025年 | 49   | 1月16日  |                  | なし                                                     | 鍋すごろく                                                | 「葛飾ラプソディー」               |
| 2025年 | 50   | 2月27日  |                  | ロールピアノで「ポケモンセンター」                       | 団長の声優人生を振り返ろう                                | 「ぼくのベストフレンドへ」         |
| 2025年 | 51   | 3月19日  |                  | ミニピアノで「手紙 〜拝啓 十五の君へ〜」                 | 定期演奏会 楽器制作                                       | 「遠く遠く」                       |
| 2025年 | 52   | 4月26日  |                  | 8音カリンバで「春よ、来い」                              | イベントの振り返りと感想会&打ち上げ                       | 「キラキラ」                       |
| 2025年 | 53   | 5月26日  |                  | 8音カリンバで「さんぽ」                                  | AI曲名クイズ                                              | 「恋涙」                           |
| 2025年 | 54   | 6月23日  | 綾瀬未来         | なし                                                     | 「逆再生キング」対決                                      | 「ライオン」                       |
| 2025年 | 55   | 7月21日  | 春咲暖           | なし                                                     | のんちゃんのホラーゲームVol.4                             | 「いーあるふぁんくらぶ」           |

## イベント
| 出演日        | タイトル                | 公演会場                   | コーナー                                                                                      | カラオケ |
| ------------- | ----------------------- | -------------------------- | --------------------------------------------------------------------------------------------- | --- |
| 2022年1月30日 | ぴ楽団 第1回 定期演奏会 | オンライン配信             | 1部 視聴者プレゼント作り 珪藻土コースター                                                     | 1部 「おジャ魔女カーニバル!!」 「恋」 「丸の内サディスティック」 「空も飛べるはず」 「大阪LOVER」 「WanteD! WanteD!」 「魔法の絨毯」           |
| 2022年1月30日 | ぴ楽団 第1回 定期演奏会 | オンライン配信             | 2部 視聴者プレゼント作り 缶バッジ                                                             | 2部 「創聖のアクエリオン」 「One Love」 「明日も」 「シル・ヴ・プレジデント」 「硝子の少年」 「気まぐれロマンティック」 「歌うたいのバラッド」 |
| 2023年4月2日  | ぴ楽団 第2回 定期演奏会 | 浜離宮朝日ホール（東京都） | 1部 ぴ楽団入団テスト もえぴアキネーター                                                       | 1部 「可愛くてごめん」 「だいしきゅーだいしゅき」 「ちゅ、多様性。」 「Answer」                                                                |
| 2023年4月2日  | ぴ楽団 第2回 定期演奏会 | 浜離宮朝日ホール（東京都） | 2部 ぴ楽団演奏会（課題曲「ルージュの伝言」） デシベルボーダーライン                           | 2部 「私は最強」 「残響散歌」 「スターマイン」 「ベテルギウス」                                                                                |
| 2025年3月29日 | 第3回 ぴ楽団定期演奏会  | 浜離宮朝日ホール（東京都） | 1部 団長シバいてください! ぴ楽団定期演奏会（課題曲「おもちゃのチャチャチャ」） マヨネーズアイ | 1部 「ハレンチ」 「別の人の彼女になったよ」 「花になって」                                                                                     |
| 2025年3月29日 | 第3回 ぴ楽団定期演奏会  | 浜離宮朝日ホール（東京都） | 2部 団長シバいてください! 〜極〜 ぴ楽団定期演奏会（課題曲「手をたたきましょう」） 利き団長    | 2部 「最上級にかわいいの!」 「YUME日和」 「ビビデバ」                                                                                          |